# Sharks Sports & Entertainment
Sharks Sports & Entertainment LLC (ehemals Silicon Valley Sports & Entertainment) ist eine im Sommer 2000 gegründete US-amerikanische Firma aus dem kalifornischen San José. Sie beschäftigt sich hauptsächlich um die Rahmengestaltung von Sportveranstaltungen und das Marketingumfeld von Profi-Sportvereinen in der Region des Silicon Valley.

## San Jose Sports & Entertainment Enterprises
Die San Jose Sports & Entertainment Enterprises (SJSEE) ist eine lokale Investorengruppe, die der Silicon Valley Sports & Entertainment unterstand. Präsident und Chief Executive Officer (CEO) der Gruppierung war Greg Jamison. Die SJSEE war ab dem 26. Februar 2002 alleiniger Besitzer des National-Hockey-League-Franchise San Jose Sharks. Damit verbunden waren auch die Rechte der Nutzung am HP Pavilion (damals noch Compaq Center) und den zwei Trainingshallen, sowie das Management der San Jose Barracuda (damals noch Cleveland Barons bzw. Worcester Sharks), dem Farmteam der San Jose Sharks. Im Zuge des Kaufes schlossen die neuen Besitzer im Juli 2002 einen Vertrag mit Hewlett-Packard ab, der bis ins Jahr 2015 datiert war.
Ab 2011 gehörte Hasso Plattner zu den Eigentümern der SVS&E und übernahm bis 2014 die meisten Anteile der anderen Eigentümer. Seither ist er auch Vertreter der Franchise im NHL Board of Governors.

## Weitere Engagements
Neben dem Besitz der San Jose Sharks organisierte die Silicon Valley Sports & Entertainment die SAP Open, ein bis 2013 ausgetragenes Tennisturnier der ATP Tour und ist Besitzer der San Jose Stealth, dem Lacrosse-Profiteam der Stadt.
Von 2000 bis 2002 war die SVS&E Besitzer des Major-League-Soccer-Franchise San José Earthquakes. Zudem organisierte sie auch das Siebel Classic, ein Golfturnier der PGA-Tour.
Weitere Klienten sind die Oakland Raiders, die San Francisco 49ers und die San Jose Giants, sowie die Santa Clara University.